# Manuscrit Koning
Pour les articles homonymes, voir Koning.
Le manuscrit Koning (vers 1500), qui est le manuscrit II 270 de la Bibliothèque royale de Belgique, est un manuscrit issu du milieu de la Dévotion moderne.

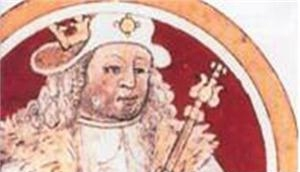
Détail d'une enluminure, folio 170 v., manuscrit Koning (vers 1500), ou MS. II 270 (Bibliothèque royale de Belgique, Bruxelles).

## Origine

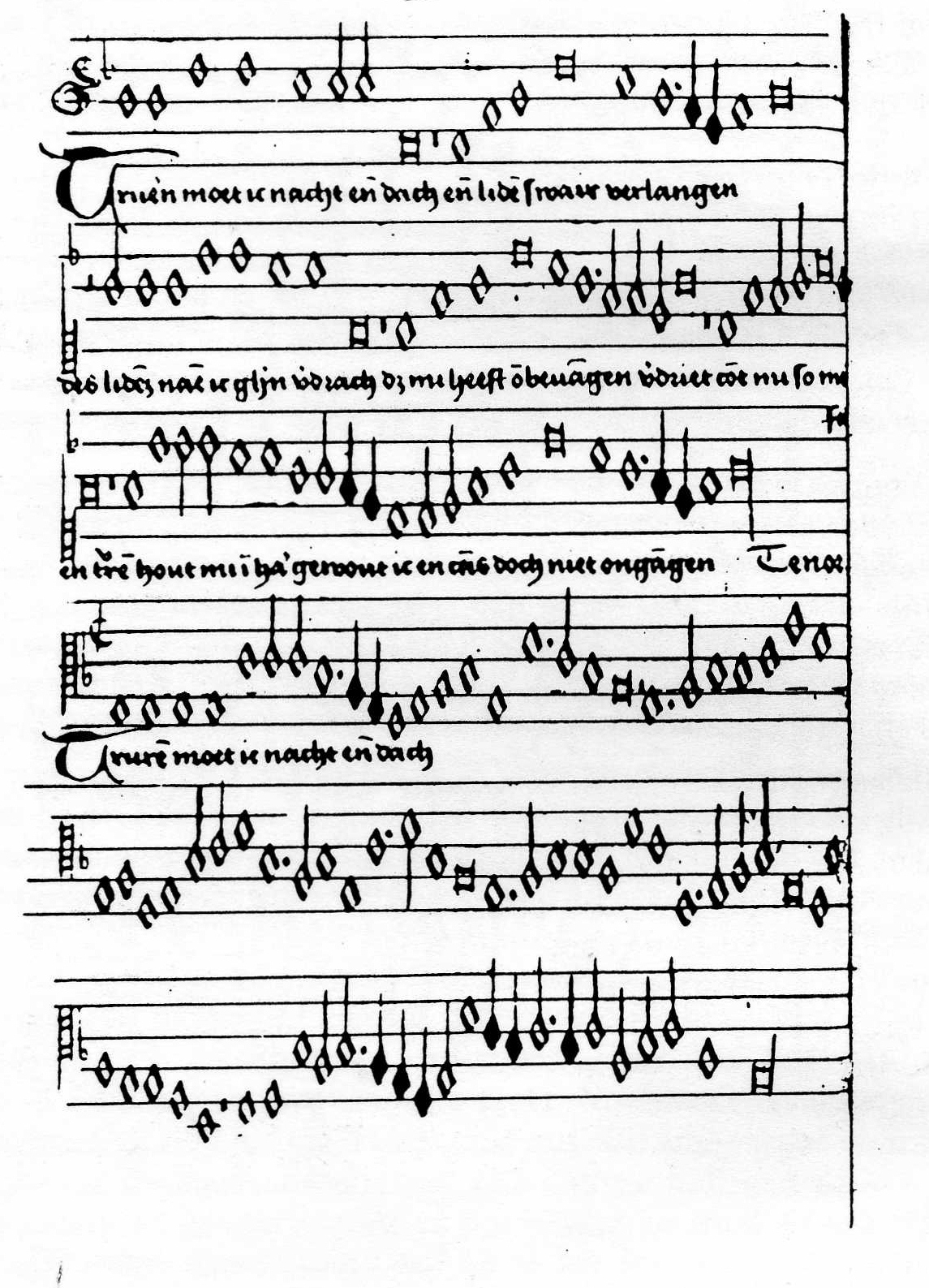
Une partie de la partition de la chanson néerlandaise Truren moet ic, du manuscrit Koning (MS. II 270, Bibliothèque royale de Belgique, Bruxelles).

On ne sait pas exactement à qui ce livre était destiné. Il est magnifiquement conçu, bien plus que la plupart des livres au contenu similaire, et le contenu musical est typique de ce que l'on trouve dans les villes à l'époque. Beaucoup de chansons sont bien connues dans la région du Bas-Rhin. Il y a un lien évident avec les terres germaniques, mais la langue maternelle du copiste semble avoir été le néerlandais, et il y a de nombreuses similitudes avec un manuscrit plus récent retrouvé à Dordrecht. Le recueil de chansons, sans doute écrit en Hollande, est relié ensemble avec un recueil provenant des Pays-Bas méridionaux. Ce dernier, écrit vers 1523-1527 à Anvers, contient des poèmes d'Anna Bijns. L'un de ces poèmes, sur les avantages du célibat, est dédié à Cornelis Damasz, qui a été bourgmestre de Dordrecht ; après la mort prématurée de sa femme, il est resté célibataire, vivant comme un profès et recteur du monastère local du Tiers-Ordre. La question de savoir comment ce livre serait venu d'Anvers pour être relié avec un recueil de chansons provenant de Hollande reste en suspense.
La chanson de ténor Maria sart van edeler art (Douce Marie, de nature noble) peut nous révéler quelque chose à propos du collectionneur du manuscrit Koning et de son cercle d'amis : une version identique à quatre voix de cette pièce typiquement allemande semble provenir d'Augsbourg et on retrouve le même contratenor bassus dans un livre offert par Ambrosius Kettemacker à Bonifacius Amerbach à Bâle en 1510. Les cinq premières strophes de ce texte sont les mêmes que celles du Devoot ende profitelijck boecxken (Un livre dévot et profitable, de 1539). Cette composition, la plus ancienne sur ce texte, figure, avec une autre chanson mariale, dans l'Ebracher Chronik. Le texte d'accompagnement indique qu'il aurait été composé en 1500 par Pfabinschswantz de Auchspürg.

## Contenu
À plusieurs égards, le manuscrit Koning, parfois désigné comme le recueil de poèmes brugeois, MS II 270 de la Bibliothèque royale de Belgique, est particulièrement remarquable, voire exceptionnel. Il trouve ses origines en partie au sein du mouvement de la Dévotion moderne et contient, à part des chansons homophones, dix chansons néerlandaises et dix-neuf chansons latines pour deux à quatre voix de différentes tessitures. La plupart des chansons sont anonymes, hormis une seule œuvre d'Alexander Agricola, identifiée grâce à des sources concordantes. La plupart des chansons sont des chants de Noël ou sont consacrés à Marie ou à des saints comme Ursule, Cécile, Catherine, Barbe et Nicolas.

### Chansons homophones et polyphoniques – Le répertoire international

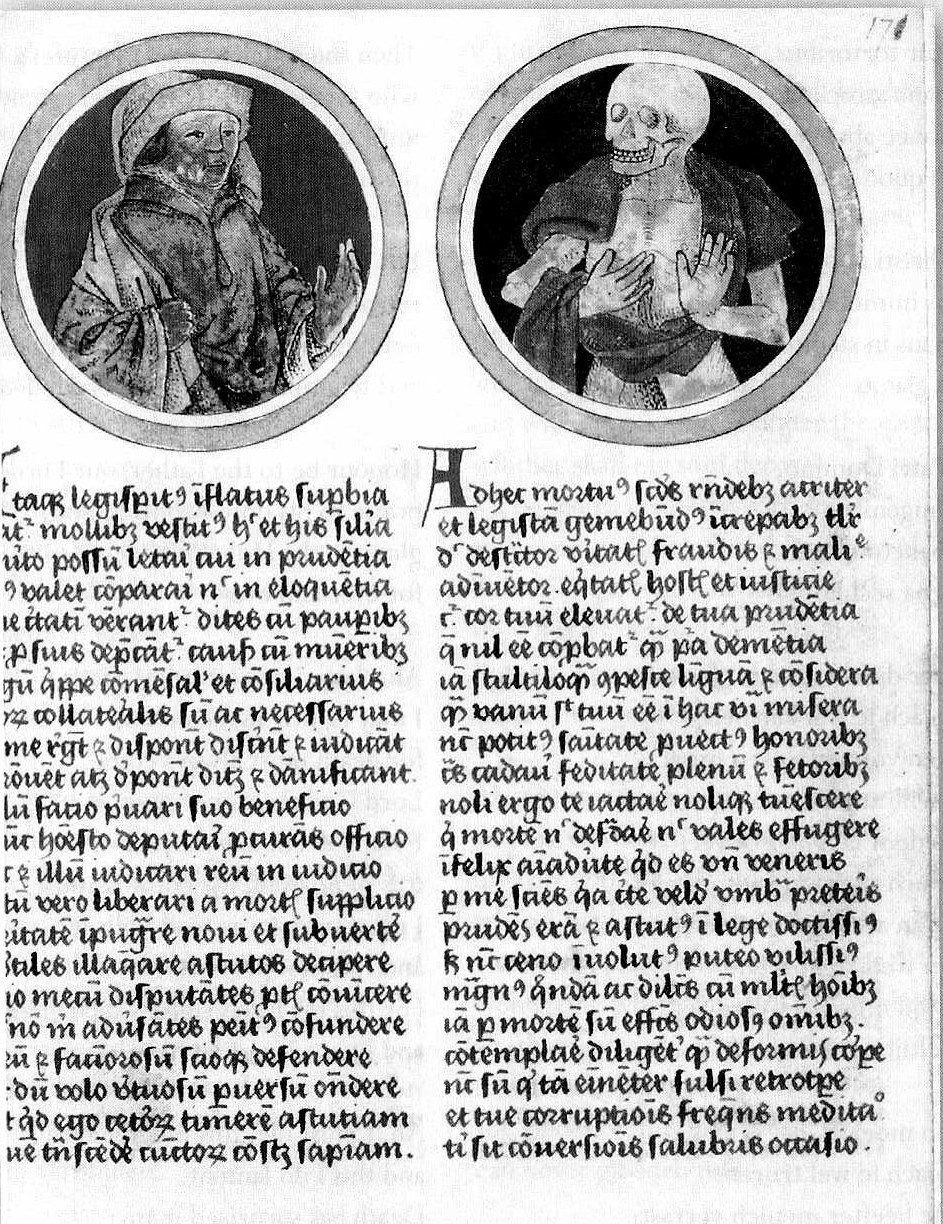
Folio 174 du manuscrit Koning (MS II 270, vers 1500, Bibliothèque royale de Belgique, Bruxelles).

Le manuscrit est un recueil de poésie spirituelle : des chansons, des refrains, des prières rimées et des hymnes latines. Les chansons polyphoniques néerlandaises comprennent des chants de Noël et des contrafacta dévots qui sont, pour la plupart, également connus du répertoire homophone. Une des chansons est In minen sin d'Agricola. Les autres contrafacta sont des mises en musique anonymes, connues nulle part ailleurs, de Tandernaken (À Andernach), O Venus bant (Ô, emprise de Vénus) et Truren moet ic nacht ende dag (Jour et nuit, j’ai du chagrin).
 
Un refrain, attribué à Jan van Hulst, a été incorporé dans la première partie de ce recueil entre 1475 et 1500. On trouve des poèmes d'Anthonis de Roovere, d'Anna Bijns et d’autres poètes de différentes époques dans la même partie et dans celle ajoutée vers 1527. La troisième partie du recueil (vers 1500-1510), plus récente que la précédente, comprend des chansons polyphoniques latines et néerlandaises, suivies de quelques textes de chansons néerlandaises. Ce répertoire reflète bien les contacts qui ont dû exister entre les cercles littéraires et musicaux et que l'on peut retracer à Bruges jusqu'au début du XVe siècle. Ceux-ci ont subsisté pendant tout le siècle. La quatrième partie comprend des hymnes latines.
Dans le manuscrit Koning s’entend le désir d'une renonciation aux vanités du monde, qui a gagné en popularité parmi l'élite du Moyen Âge tardif. Il contient des chansons morbides comme « Och al sic bin gheset te lijc ende sta ghekist ter baren Ende tvleisch sal rotten onder tslijc waer sal mijn siel dan varen? », mais aussi la chanson merveilleusement mystique O Jesu bant (Ô, emprise de Jésus), dont se dégage un désir intérieur d'amour et de confort : « lief wilt mi troost verleenen ».
Un autre groupe de compositions a une relation évidente avec le répertoire international et instrumental de l'époque : les chansons Mijns herten troest (La Consolation de mon cœur) est une composition d'Alexander Agricola dont on a substitué aux paroles profanes un texte sacré . Die werlt leit mi so seer (Le monde m’accable tellement) et Adieu, naturlic leven mijn (Adieu, ma vie commode) peuvent être retrouvées dans le répertoire instrumental des chansonniers internationaux, ce qui conduit à l'hypothèse qu'elles circulaient déjà depuis un certain temps. Truren moet ic et Och, voer die doot ont été trouvées dans des versions exclusivement textuelles d’un recueil plus tardif de chansons, de Dordrecht ; tandis que la musique de la première pièce n'apparaît qu'ici, la seconde est basée sur l'un des airs instrumentaux les plus populaires du XVe siècle : Tandernaken. Il est rare qu'une telle mélodie de ténor soit munie d'un texte. Il semble que l’on ait affaire ici avec la combinaison ultime d'influences provenant de divers milieux. C'est aussi la raison pour laquelle le manuscrit Koning peut être considéré comme l’égal des recueils internationaux de chansons que nous rencontrons dans d'autres centres urbains dans toute l'Europe ; les instrumentistes ont souvent arrangé des œuvres vocales selon une certaine méthodologie.

### Noëls
À première vue, le répertoire de Noël du manuscrit Koning semble typique des chants de Noël trouvés dans de nombreux Cantionales européens du XVe siècle. C'est une musique qui s'est séparée de la liturgie, et qui s’est acquis une place dans la société urbaine. Cela s'est passé de façon très efficace, car un grand nombre de ces chansons profondément enracinées dans la mémoire collective sont encore connues de nos jours.
Un examen approfondi de cette collection nous apprend toutefois que beaucoup de chansons peuvent être retrouvées ailleurs, dans d'autres manuscrits néerlandais provenant de cloîtres, mais jamais dans les versions polyphoniques de ce manuscrit. Tous les chants ont été élargis d'une façon ou d'une autre. Ainsi, Cantent epithalamium a reçu des parties de contratenor altus et bassus, peut-être en guise d'ouverture solennelle des chants latins du manuscrit. Puer nobis et Puer natus sont devenus de petits joyaux à trois voix et une polyphonie novatrice est utilisée dans Mit desen niewen jare et Verbum caro. L'embellissement polyphonique de ces chansons semble avoir été très important : tout ce qui pouvait devenir polyphonique a été mis en polyphonie. Deux voix en sont devenues trois et des chansons d'une seule voix ou sans notation mélodique sont devenues des duos, alors que des formules cadentielles ont été ajustées pour mieux s'adapter aux règles d'une polyphonie plus sophistiquée.
Nous pouvons trouver ces chants également sous diverses formes au niveau international. Verbum caro, par exemple, peut être trouvé non seulement sous l’aspect des laudes populaires italiennes et dans des harmonisations polyphoniques simples, mais aussi comme la base de compositions polyphoniques de la Tchécoslovaquie à la Finlande et de l'Italie aux Pays-Bas. Il semble qu’il s’agisse d’un processus qui a eu lieu d'une manière comparable à plusieurs endroits différents. Dans les Cantionales, on retrouve les harmonisations simples, au cours du XVe siècle, la classe moyenne supérieure urbaine s’est approprié ce répertoire, ajoutant ces versions mises à jour à leurs propres chansonniers.
Les chants de Noël sont les chansons les plus populaires qui nous sont parvenues de l'époque médiévale. Ce n'est pas un hasard si près de la moitié des chansons du manuscrit Koning concernent Noël. Les chants de Noël étaient bien connus et bien aimés. Cela est vrai pour le chant latin Dies est leticie, pour Maria sart, van edeler art – l'une des chansons vernaculaires (néerlandaises) les plus populaires sur Marie – répandue à travers l'Europe, et pour le chant néerlandais Mit desen niewen jare, qui a été un succès, particulièrement aux Pays-Bas, et que l'on trouve dans de nombreux manuscrits et livres imprimés à partir de la fin du XVe siècle.